# فسفاتیدیل اینوزیتول (۴٬۵) بی فسفات
فسفاتیدیلینوزیتول ۴٬۵-بیس فسفات (به انگلیسی: Phosphatidylinositol 4,5-bisphosphate) یا PIP2 با فرمول شیمیایی C47H80O19P3 یک فسفولیپید غشایی با شناسه پاب‌کم ۲۴۸۵۰ است که جرم مولی آن ۱۰۴۲٫۰۵ گرم بر مول است.
مسیر انتقال پیام فسفاتیدیل اینوزیتول۳-کیناز (PI3K) فرایندهای مختلف سلولی شامل: تکثیر سلولی، تمایز، مهاجرت، متابولیسم انسولین و آپوپتوز را کنترل می‌نماید. PI3K فعال شده فسفاتیدیل اینوزیتول ۴ و ۵ بیس فسفات را فسفریله و به فسفاتیدیل اینوزیتول ۳ و ۴ و ۵ تری فسفات تبدیل می‌کند. حاصله سپس Akt (پروتئین کینازB) را فعال می‌نماید
فسفاتیدیل اینوزیتول یکی از فسفولیپیدهای روی غشای سلول هاست که به عنوان پیک ثانویه عمل می‌کند. (پیک ثانویه در اثر اتصال هورمون به غشا و … به وجود می‌آید و عملی را در سلول انجام می‌دهد).
این فسفولیپید با اتصال به سه فسفات قسمت جزء اینوزیتولش را رها می‌کند و دی اسیل گلیسرولش یا دو اسید چرب آن نیز آزاد می‌شوند و متابولیزه می‌شوند.
ایتوزیتول تری فسفات با اثر بر شبکه آندوپلاسمی موجب آزاد شدن کلسیم می‌شود پس غشا دپلاریزه می‌شود. به عنوان مثال این عمل در ماهیچه‌های صاف رگ‌های خونی صورت می‌گیرد و موجب انقباض عروقی می‌شود.